# Stephanus Lapicidus
Stephanus Lapicidus (allemand : Stephan Steymetz) a été l'architecte de Cathédrale Sainte-Élisabeth à Košice entre 1464 et 1490.
Il serait d'origine allemande, en effet une communauté allemande s'est installée dans la haute Hongrie depuis le XIIIe siècle. Il aurait contribué à l'église Saint-Égide de Bardejov (slovaque : Chrámu sv. Egídia) avant de travailler à Košice.

## Galerie

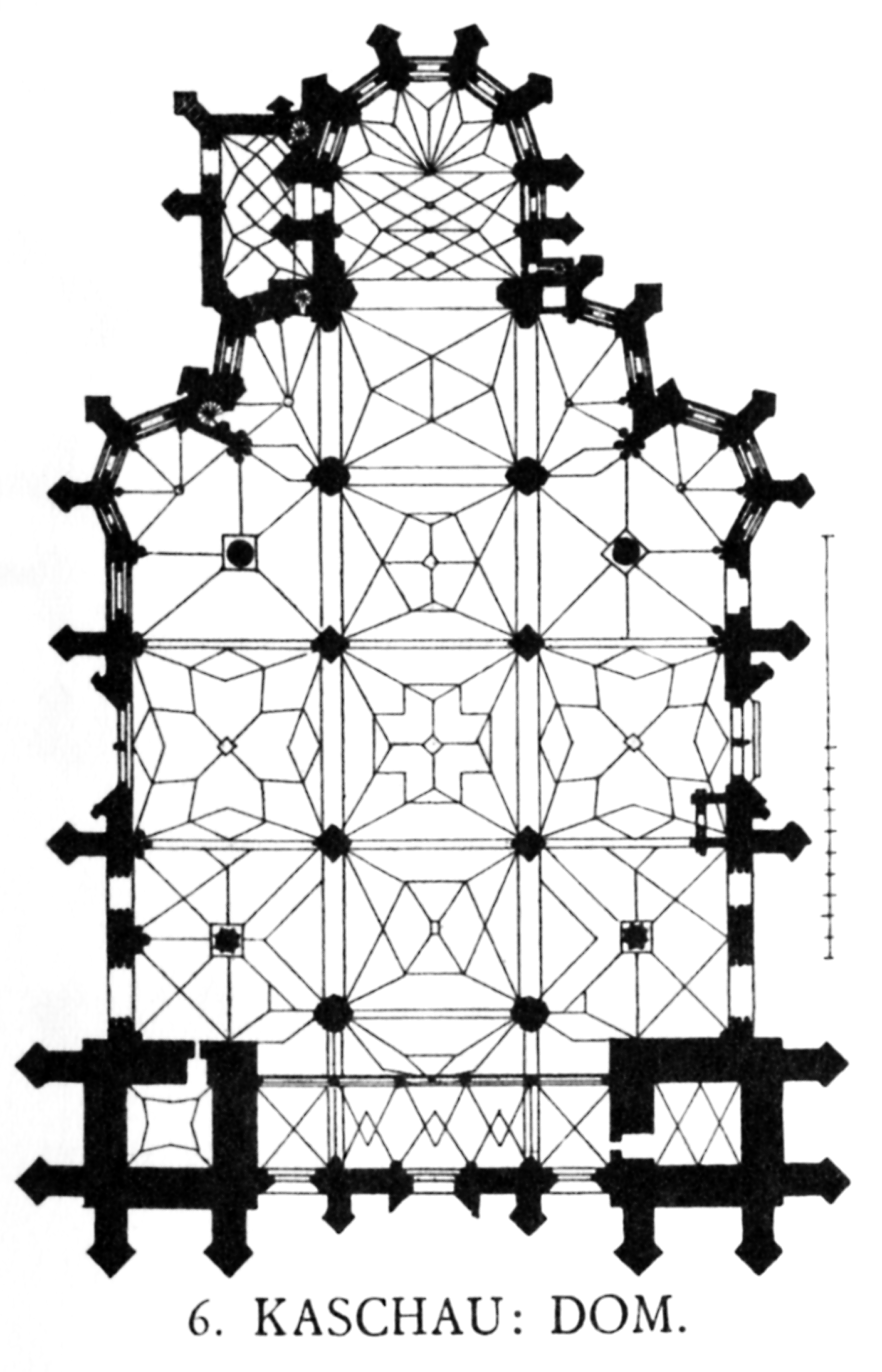
Plan de la Cathédrale Sainte-Élisabeth
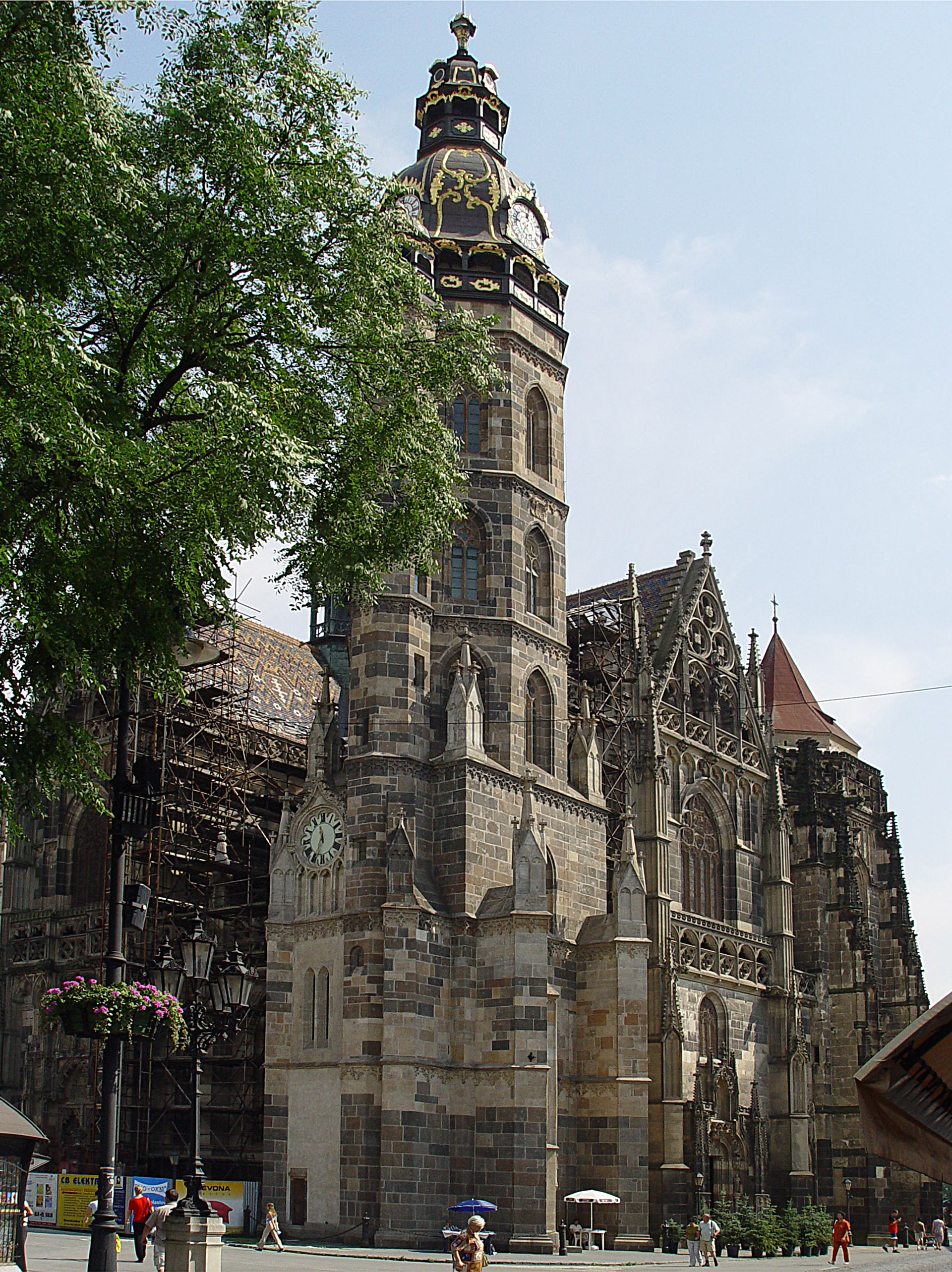
Cathédrale Sainte-Élisabeth
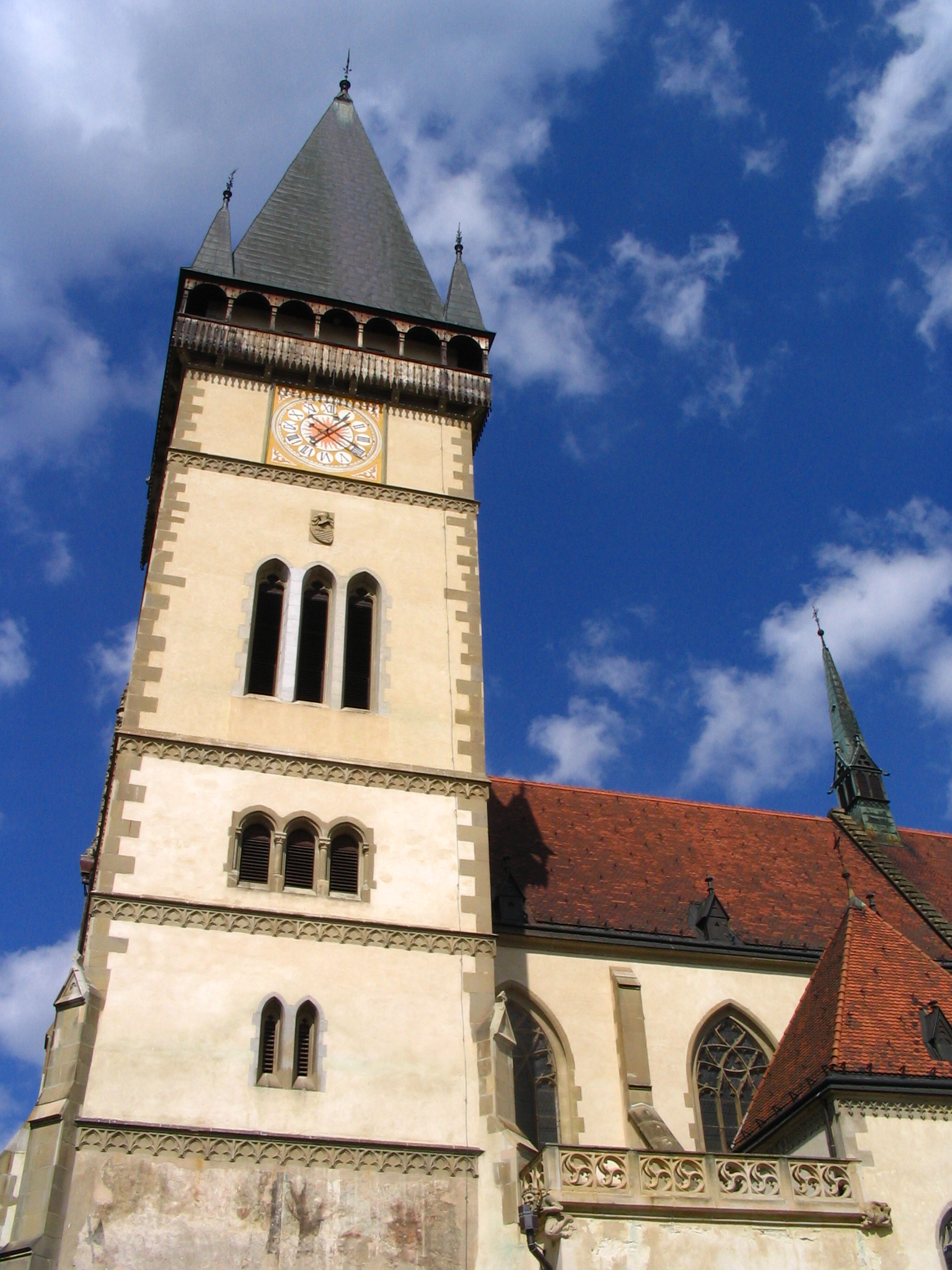
Église Saint Égide de Bardejov